# کرزکان
کرزکان (به عربی: کرزکان) یک منطقهٔ مسکونی در بحرین است که در شمالیه واقع شده‌است.